# الهيئة العربية للاستثمار والإنماء الزراعي
الهيئة العربية للإستثمار والإنماء الزراعي هي مؤسسة مالية عربية يساهم في رأس مالها 21 بلدًا عربياً وتهدف إلى تحقيق الأمن الغذائي في الوطن العربي ومقرها في الخرطوم عاصمة جمهورية السودان ولديها مكتب إقليمياً بإمارة دبي بدولة الإمارات العربية المتحدة.

## النشأة
اتفقت حكومات الدول العربية على تأسيس الهيئة العربية للاستثمار والإنماء الزراعي كمؤسسة إستثمارية مالية عربية متخصصة في مجال الإستثمار الزراعي في الدول العربية الأعضاء، وذلك في الأوّل من تشرين الثاني (نوفمبر) من عام 1976م، وتمّ إعلان إنفاذ إتفاقية الإنشاء والنظام الأساسي في آذار (مارس) من عام 1977م، بهدف تحقيق التنمية المستدامة في القطاع الزراعي العربي من خلال تأسيس الشركات الزراعية والدخول في شراكات مع القطاع الخاص.

## أهداف الهيئة
تتلخص أهداف الهيئة العربية للاستثمار والإنماء الزراعي في الاتي:
- تعزيز دور الهيئة في تحقيق الأمن الغذائي في الوطن العربي.
- إستغلال الموارد الذاتية للهيئة في تنويع الإيرادات.
- تعزيز مفاهيم الإبتكار والحوكمة في بيئة العمل.
- توفير أفضل الخدمات المساندة (الإدارية والفنية) بكفاءة وفاعلية.[3]

## الدول المساهمة
يساهم في رأس مال الهيئة العربية للاستثمار والإنماء الزراعي 21 بلدًا عربياً:
- السعودية
- الكويت
- الإمارات العربية المتحدة
- العراق
- السودان
- قطر
- مصر
- الجزائر
- المغرب
- البحرين
- عمان
- تونس
- موريتانيا
- الأردن
- سوريا
- الصومال
- جزر القمر
- اليمن
- لبنان
- جيبوتي
- فلسطين
- ليبيا

## إنجازات الهيئة
حققت الهيئة العربية للإستثمار والإنماء الزراعي مجموعة من الإجازات تتمثل في الآتي:
- توفير السلع الغذائية الأساسية ودعم الأمن الغذائي.
- دعم التجارة البينية العربية.
- دعم المزارعين وتعزيز قدراتهم الإنتاجية والتنافسية.

## وصلات خارجية
- الموقع الرسمي